# Гадсби (роман)
„Гадсби“ (на английски: Gadsby) е роман на американския писател Ърнест Винсънт Райт, издаден през 1939 г. Известен е с това, че в него не присъства буквата „e“ — най-често срещаната буква в английския език.  В увода към книгата Райт обяснява, че е фиксирал неподвижен клавиша „Е“ на своята пишеща машина, за да избегне неволното допускане на въпросната буква.
Отсъствието на буквата „е“ прави книгата пример за липограма. Романът съдържа около 50 100 думи. Правописът е спазен, текстът е граматически правилен. Главният герой се нарича Джон Гадсби.
„Гадсби“ е четвъртата книга на писателя. Райт умира в деня на публикуването ѝ, на 66-годишна възраст.